# دانیل خیمنس کاچو
دانیل خیمنس کاچو (اسپانیایی: Daniel Giménez Cacho‎؛ زادهٔ ۱۵ مهٔ ۱۹۶۱) بازیگر اهل مکزیک است.
از فیلم‌ها یا برنامه‌های تلویزیونی که وی در آن نقش داشته‌است، می‌توان به و همچنین مادرت (۲۰۰۱) به‌عنوان صدای راوی فیلم، احساس مالکیت، جان‌های سلیا، کسی به سرهنگ نامه نمی‌نویسد، بیگانه را بگیر، اجلاس سران، تِـرِسا، خاطرات، سیبری و باردو اشاره کرد.